# Udarnaje
Udarnaje (biał. Ударнае; ros. Ударное, Udarnoje; hist. pol. Osmolennik; biał. Асма́ленік, Asmalenik; ros. Осмалинъ, Osmaliń) – agromiasteczko na Białorusi, w obwodzie homelskim, w rejonie lelczyckim, w sielsowiecie Udarnaje.
Leży w pobliżu Prypeckiego Parku Narodowego.

## Historia
W XIX i w początkach XX w. Osmolennik położony był w Rosji, w guberni mińskiej, w powiecie mozyrskim.
Po I wojnie światowej pod administracją polską, w Zarządzie Cywilnym Ziem Wschodnich, w okręgu brzeskim, w powiecie mozyrskim.
W wyniku postanowień traktatu ryskiego znalazł się w granicach Związku Sowieckiego. W okresie komunistycznym zmieniono jego nazwę na obecną. Od 1991 w niepodległej Białorusi.